# 伊那警察署
伊那警察署（いなけいさつしょ）は、長野県警察が管轄する警察署の一つである。

## 所在地
- 〒396-0015 長野県伊那市中央4680

## 管轄区域
- 長野県
  - 伊那市
  - 上伊那郡
    - 箕輪町
    - 南箕輪村
    - 辰野町

## 沿革
- 1954年（昭和29年）7月1日 - 伊那市山寺地区に設置。[1]
- 1972年（昭和47年）4月1日 - 高遠警察署を統合。高遠警察署は高遠幹部警察官派出所となる。[1]
- 1977年（昭和52年）4月26日 - 庁舎を現在地 (旧上伊那農業高校の跡地)に移転。[1]
- 2010年（平成22年）4月1日 - 岡谷警察署管轄区域のうち、辰野町が伊那警察署に移管される[注釈 1]。

## 交番
- 伊那市駅前交番（伊那市荒井）

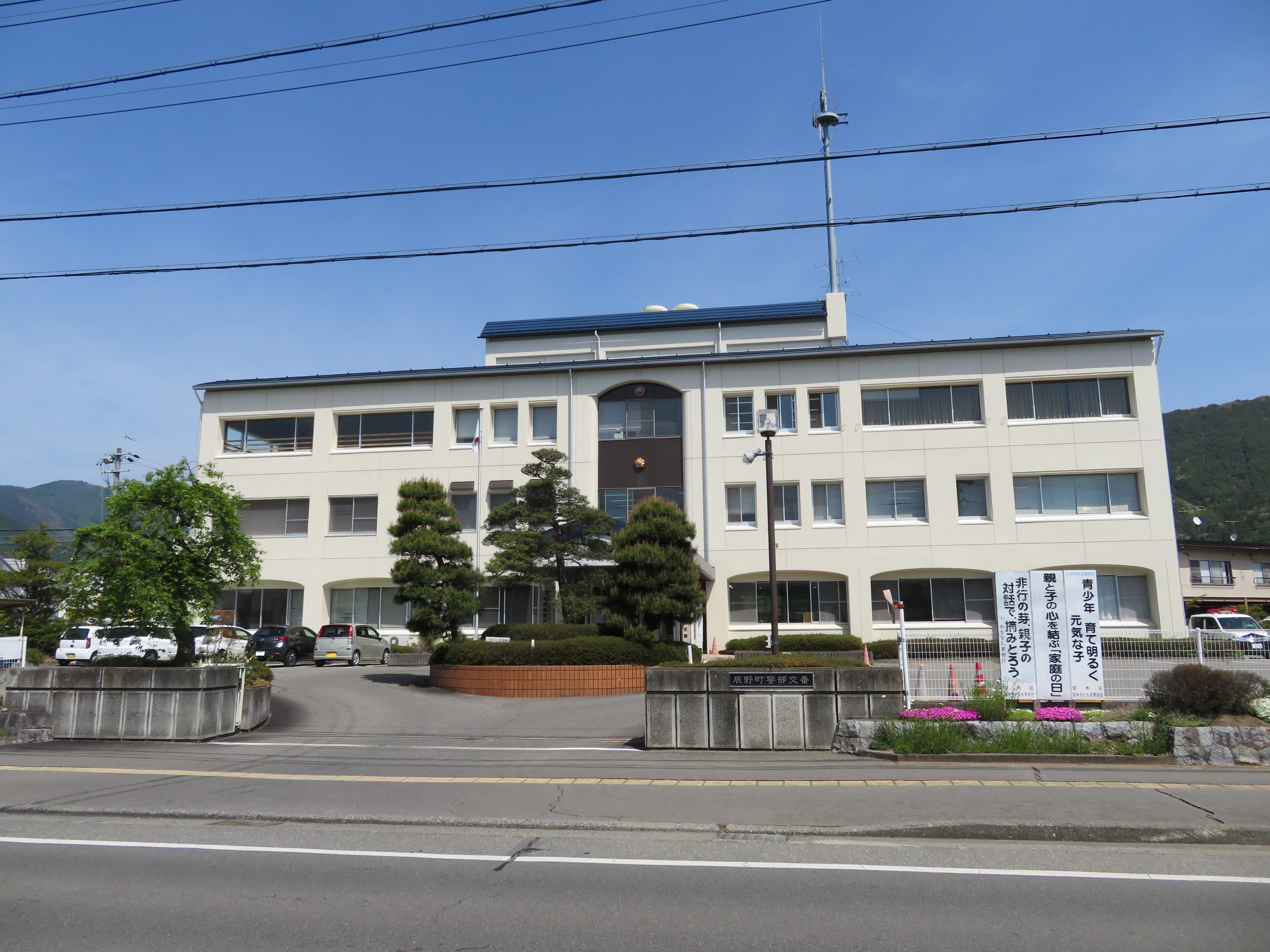
辰野町警部交番

- 辰野町警部交番（旧・辰野警察署、辰野町伊那富）
- 箕輪町交番
- 高遠町交番（伊那市高遠町東高遠）

## 駐在所
- 西箕輪駐在所（伊那市西箕輪）
- 美篶駐在所（伊那市美篶）
- 富県駐在所（伊那市富県）
- 東春近駐在所（伊那市東春近）
- 西春近駐在所（伊那市西春近）
- 藤沢駐在所（伊那市高遠町藤沢）
- 長谷駐在所（伊那市長谷溝口）
- 南箕輪村駐在所
- 小野駐在所（辰野町小野）

## 管内で発生した主な事件
- 辰野事件 - 1952年（昭和27年）4月30日、管内の辰野署、辰野駅前派出所、東箕輪駐在所、非持駐在所（いずれも当時）などがダイナマイトで襲撃を受ける事件が発生。当初、武装闘争路線を採っていた日本共産党による破壊工作とされたが被告全員の無罪が確定、真相は不明のまま。公安警察による自演が疑われている。